# Protosciaena trewavasae
Protosciaena trewavasae is een straalvinnige vissensoort uit de familie van ombervissen (Sciaenidae). De wetenschappelijke naam van de soort is voor het eerst geldig gepubliceerd in 1975 door Chao & Miller.